# Famille Baciocchi
La famille Baciocchi est une famille éteinte de la noblesse française, originaire de Corse. Elle s'est distinguée par les fonctions politiques et militaires occupées par ses membres.
Elle a été illustrée par Félix Baciocchi, général français (1762-1841).

## Histoire
La famille « Baciocchi » ou « Bacciochi » appartient à la noblesse de Corse. On en trouvera une généalogie dans l'Annuaire de la noblesse de 1899. Le jugement de maintenue de noblesse rendu en sa faveur le 25 février 1771 en fait remonter la filiation à Thomas Bacciochi qui vint de Gênes et s'établit en Corse en 1549. Ses deux fils, Jérôme et Martin Bacciochi, furent les auteurs des deux branches.
La branche aînée revint en Italie et s'éteignit avec Jules Bacciochi, baron de Montalero, qui fut créé chevalier de l'empire par lettres patentes du 13 juin 1810[réf. à confirmer].
Martin Bacciochi, auteur de la branche cadette dont provienne trois rameaux. Ces trois rameaux furent maintenus dans leur noblesse le 25 février 1771, le 30 avril 1771 et le 7 juin 1780 par arrêts du Conseil supérieur de l'Ile[réf. à confirmer].
Le premier rameau, qui reçoit les titres de prince de Piombino et de Lucques. Certains de ses représentants portent le titre de courtoisie de comte. Ce rameau s'éteint en 1866 pour les hommes et 1905 pour les femmes.[réf. nécessaire]
Le second rameau reçoit le titre de baron par une ordonnance du 15 octobre 1817 pour la branche cadette. Ce même rameau relève « Adorno » par une autre ordonnance du 15 octobre 1817. Ce rameau s'éteint en 2009 pour les hommes et 2019 pour les femmes.[réf. nécessaire]
Le troisième rameau porte le titre de courtoisie de marquis. Ce rameau s'éteint courant XXe siècle.[réf. nécessaire]
Elle fut membre de l'association d'entraide de la noblesse française en 1936.

## Personnalités
- Félix Baciocchi (1762-1841), général français ;
- Élisa Baciocchi (1806-1869), fille du précédent ;
- Félix Baciocchi (1803-1866), sénateur français, cousin de la précédente.

## Titres et Armoiries

### Titres
- Prince de Piombino (décret du 18 mars 1805)
- Prince de Lucques (1er juillet 1805)
- Marquis de Baciocchi (titre de courtoisie)
- Comte Baciocchi (titre de courtoisie)
- Baron Baciocchi (12 avril 1817)
- Chevalier Baciocchi et de l'Empire (13 juin 1810)

### Armoiries
D'or au pin de sinople fruité de trois pièces du champ issant d'un brasier de gueules.

## Généalogie
- Thomas Baciocchi (?-1575) X ? Staglieno
  - Baptiste Bacciochi X ?
    - Guérin Baciocchi X Laura Degoneto
      - Jean Baciocchi X (1610) Laura Bonaparte
        - Livia Baciocchi X (1627) Jean Ramainore (?-1631) puis épouse Jean Orto (?-1657) en 1635
        - Jérômine Baciocchi (1618-?) X (1633) Dominique Colonna d'Ornano
        - Angela Baciocchi X (1655) Giustignano Alata (1606-?)

  - Martin Baciocchi X Georgette Letti
    - Angélique Baciocchi X Jean da Bozzi (?-1615)
    - Jean-Baptiste Baciocchi X ?
      - Ercole Baciocchi (1573-1617) X Lavinia Fuggiono
        - Marie Baciocchi (1598-?) X Ange Tavera (1603-?)

      - Michel Baciocchi

    - Nicolas Baciocchi (?-1627) X (1575) Julie Adorno
      - Marie Baciocchi X (1633) Jean da Bozzi puis épouse Paul Pozzo di Borgo (1575-1650) en 1644
      - Marie-Madeleine Baciocchi (1601-?) X (1619) Jean Pozzo di Borgo (1587-1628)
      - Jean Baciocchi (?-1621) X Laura Rossi
        - Antoine Baciocchi (1614-1642) X (1630) Julie Ansaldo
          - Jean Baciocchi (1642-1687) X (1666) Lavinia da Bozzi (1648-?)
            - Joseph Baciocchi (1668-1741) X (1685) Marie Cunéo d'Ornano (1664-?)
              - Premier rameau
              - Marie Lavinia Baciocchi (1689-?) X 1710 Jules Rossi (1691-?) puis épouse François Benielli (1696-1762)
              - Marie Virginie Baciocchi (1691-?) X (1712) Sébastien Costa (1657-1737)
              - Second rameau
              -  Troisième rameau

            - Diane Baciocchi (1670-?) X (1720) Gabriel Benielli (1676-1737)

          - Jean Baciocchi (1642-1687) X (1673) Marie Spoturno (1644-?)
            - François Baciocchi (1675-?) X Jérômine Barrachino (1671-?)
              - Marie Baciocchi (1698-?) X (1727) Jean Peraldi (1691-?)

            - Bannina Baciocchi (1676-?) X (1700) Francois da Bozzi (1668-1736)

    - Nicolas Baciocchi (?-1627) X Catherine Lobera
      - Virginie Baciocchi (1612-?)
      - Eugénie Baciocchi (1615-) X (1663) Jacques Legalupi
      - Madeleine Baciocchi X Antoine Baciocchi (?-1630)

  - Martin Baciocchi X Marie Celli
    - Sampiero Baciocchi X Marie Montenero
      - Marie Baciocchi X (1621) Pierre Pozzo di Borgo (?-1645)

  - Ampeglio Baciocchi

### Premier rameau
- Jules Baciocchi (1686-1740) X (1710) Paula Matra
  - François Baciocchi (1716-1779) X (1735) Marie Benielli (1719-1769)
    - Joseph-Antoine Baciocchi (1747-1794) X (1774) Marguerite Agostini
      - François-Marie Baciocchi (1776-1864) X (1808) Anne Peraldi
        - Félix Baciocchi (1803-1866) X (1829) Marie-Thérèse Pozzo di Borgo (1813-?)
          - Anne Bacciochi (1831-1905)
          - François Baciocchi, comte Baciocchi (1832-1851)
          - Charles-André Baciocchi, comte Baciocchi (1835-1869)
          - Marie-Thérèse Baciocchi X (1859) Horace Rosselli del Turco

      - Marie Baciocchi (1783-1760) X (1799) Martin Maestroni (1771-1842)

    - Paula Baciocchi (1755-?) X (1773) Pierre Cunéo d'Ornano (1748-?)
    - Félix Baciocchi, prince de Piombino et de Lucques (1762-1841) X (1797) Élisa Bonaparte (1777-1820)
      - Élisa Baciocchi (1806-1869) X (1824) Filippo Camerata-Passionei di Mazzoleni, comte de Mazzoleni (1805-1882)

### Second rameau
- Nicolas Baciocchi (1697-1764) X (1735) Anne Gozzi (1714-1802)"
  - Jean-Baptiste Baciocchi (1736-1813)
  - Marie Baciocchi (1737-?) X (1766) Annibale Folacci (1730-1781)
  - Jules Baciocchi (1743-1812)
  - Joseph-Antoine de Baciocchi-Adorno, baron Baciocchi (1749-1836) X (1804) Sylvie de Merles de Beauchamps (1779-1863)
    - Bapstise de Baciocchi-Adorno, baron Baciocchi (1807-1884) X (1835) Marie-Louise Bernard de Saint-Arcons (1814-1885)
      - Marie de Bacciochi-Adorno (1839-1881)
      - Robert de Baciocchi-Adorno, baron Baciocchi (1842-1926) X (1871) Aimée de Roux (1851-1932)
        - Joseph de Baciocchi-Adorno, baron Baciocchi (1875-1953) X (1921) Marie Bize (1885-1933) puis épouse Suzette Bouillod (1896-1988) en 1937
        - Marie de Bacciochi-Adorno (1876-1922)
        - Joseph de Baciocchi-Adorno, baron Baciocchi (1887-1957) X (1914) Anne de Belsunce
          - Pierre de Bacciochi-Adorno, baron Baciocchi (1915-2009)
          - Marie-Françoise de Baciocchi-Adorno (1917-2019)
          - Louis de Baciocchi-Adorno, baron Baciocchi (1919-1996)
          - Jeanne de Baciocchi-Adorno (1925-1990) X Louis Monard

  - Jean-André de Bacciochi-Adorno (1757-1834) X (1804) Marie Pompéanie (1779-1812) (dont descendance) puis épouse Elena Cozzifacci-Stephanopoli (1769-?) (sans descendance)
    - Nicolas de Baciocchi-Adorno (1805-1828)
    - Claude de Baciocchi-Adorno (1806-1880) X (1833) Angelina Santini

### Troisième rameau
- Jean Baciocchi (1699-1756) X (1719) Marie Benielli (1700-?)
  - Marie Baciocchi (1720-1780) X Pascal Rossi (?-1780)
  - Jules Baciocchi, marquis de Baciocchi (1740-1818) X (1756) Marie Peraldi (1740-1799)
    - Ignace Baciocchi, marquis de Bacciochi (1765-?) X (1805) Anne Antoni (1763-1810)
      - Félix Baciocchi, marquis de Bacciochi (1800-?) X (1829) Laura Peraldi (1811-?) (dont descendance) puis épouse  Cassandra de Ceparello en 1833
        - Jean-André Baciocchi, comte Baciocchi (1831-?)
        - Anna Baciocchi (?-1919) X Luca de Bourbon del Monte Santa Maria (1808-1880)

    - Jean-André Baciocchi, comte Baciocchi (1774-1834) X Thérèse Pucci
    - Marie Baciocchi (1778-?) X (1802) Jean-Baptiste Seigneuret (1756-?)
    - Joseph Baciocchi, comte Baciocchi (1782-1864) X (1802) Marie Rossi (1778-1826)
      - Nicoline Baciocchi (1803-1879)
      - Marie-Christine Baciocchi (1808-1845)

    - Joseph Baciocchi, comte Baciocchi (1782-1864) X (1833) Angela Maestroni (1811-1872)
      - Marie-Xavière Baciocchi (1833-1879)
      - Jules-Étienne Baciocchi, marquis de Bacciochi (1835-1879) X (1868) Marie-Françoise Bouessel de Lecoussel (1846-1921)
        - Camille-Armand Baciocchi, marquis de Bacciochi (1870-1930) X (1900) Cécile Dutheil de La Rochère (1878-1966)

      - Camille-Joseph Baciocchi, comte Baciocchi (1838-1879)
      - Marie Baciocchi (1845-1879)

## Alliances
Cette famille s'est alliée aux familles : Adorno (1575), Bonaparte (1610), Famille Pozzo di Borgo (1619, 1621, 1644), Ramainore (1627), Ansaldo (1630), Colonna d'Ornano (1633), da Bozzi (1633, 1666, 1700), Orto (1635), Alata (1655), Spoturno (1673), Cunéo d'Ornano (1685), Rossi (1710), Costa (1712), Benielli (1720), Peraldi (1727), Celli, Fuggiono, Legalupi, Letti, Lobera, Montenero, Pegoneto, Staglieno, Tavera.

### Premier rameau
Cette famille s'est alliée aux familles : Matra (1710), Benielli (1735), Cunéo d'Ornano (1773), Agostini (1774), Bonaparte (1797), Maestroni (1799), Peraldi (1808), Camerata-Passionei di Mazzoleni (1824), Famille Pozzo di Borgo (1829), Rosselli del Turco (1859).

### Second rameau
Cette famille s'est alliée aux familles : Gozzi (1735), Folacci (1766), de Merles de Beauchamps (1804), Pompéanie (1804), Santini (1833), Bernard de Saint-Arcons (1835), de Roux (1871),  de Belsunce (1914), Bize (1921), Bouillod (1937), Cozzifacci-Stephanopoli, Monard.

### Troisième rameau
Cette famille s'est alliée aux familles : Benielli (1719), Peraldi (1756, 1829), Rossi (1802), Antoni (1805), de Ceparello (1833), Maestroni (1833), Bouessel de Lecoussel (1868), Dutheil de La Rochère (1900), de Bourbon del Monte Santa Maria, Pucci, Seigneuret.